# Giuseppe Nenci
Pour les articles homonymes, voir Nenci.
Giuseppe Nenci, né le 17 avril 1924 à Coni et mort le 29 décembre 1999 à Pise, est un historien, archéologue et philologue italien.

## Biographie
Professeur d'histoire grecque à École normale supérieure de Pise, il est connu pour avoir dirigé comme archéologue les fouilles de Rocca d'Entella et Segesta. Avec l'aide de l'Arme des Carabiniers, il parvient à récupérer les tablettes de bronze de Entella et Nakone qui avaient été l'objet de fouilles clandestines suivies de détournements illégaux à l'étranger.
Il fonde en 1990 le Laboratoire informatique pour les langues anciennes qui porte son nom et qu'il dirige jusqu'à sa mort.
L'école normale de Pise attribue chaque année le « Giuseppe Nenci Prix » pour la meilleure thèse de licence, de spécialisation ou de doctorat consacrée aux problèmes historiques et archéologiques de la Sicile occidentale, en particulier aux Élymes. Le Laboratoire d'histoire, d'archéologie et de topographie du monde antique qu'il a fondé le 17 février 1984, dirigé par Carmine Ampolo (it) depuis 2001 est actif au sein de la même école.

## Publications
- Pirro aspirazioni egemoniche ed equilibrio Mediterraneo, Turin, 1953
- Il motivo dell'autopsia nella storiografia greca, Pise, 1953
- Hecataei Milesii Fragmenta, Florence, 1954
- Introduzione aile guerre persiane e altri saggi di storia antica, Pise, Librería Goliardica Editrice, 1958
- La Riforma monetaria di Ippia e l'adozione in Atene di un nuovo modulo monetario, 1964
- La formula epigrafica kalesaieis to prutaneion eis aurion, 1979
- Erodoto, Le Storie. Libro V, Milan, 1994
- Lexicon historiographicum graecum et latinum, 2007